# Matton-et-Clémency
Matton-et-Clémency ist eine französische Gemeinde mit 1.093 Einwohnern (Stand: 1. Januar 2022) im Département Ardennes der Region Grand Est. Sie gehört zum Arrondissement Sedan und zum Kanton Carignan.

## Geographie
Matton-et-Clémency liegt etwa 15 Kilometer ostsüdöstlich von Sedan an der Grenze zu Belgien.
Nachbargemeinden von Matton-et-Clémency sind Florenville im Norden, Tremblois-lès-Carignan im Osten und Südosten, Les Deux-Villes im Süden, Carignan im Südwesten, Osnes im Westen sowie Pure im Westen und Nordwesten.

## Bevölkerungsentwicklung
| Jahr                      | 1962 | 1968 | 1975 | 1982 | 1990 | 1999 | 2006 | 2013 |
| Einwohner                 | 650  | 600  | 603  | 532  | 480  | 454  | 462  | 442  |
| Quelle: Cassini und INSEE |      |      |      |      |      |      |      |      |